# Xylinissa oniroe
Xylinissa oniroe là một loài bướm đêm trong họ Noctuidae.